# 上原六四郎

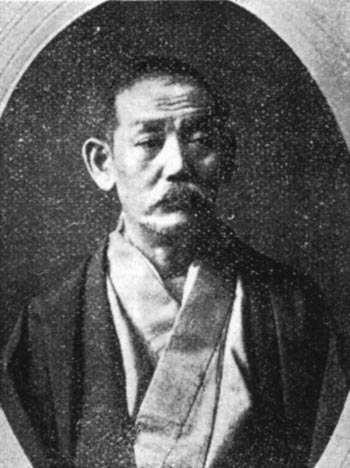
上原六四郎

上原 六四郎（うえはら ろくしろう、嘉永元年12月3日（1848年12月28日） - 大正2年（1913年）4月1日）は、日本の音響学者・美術工芸教育者。

## 経歴
岩槻藩士として江戸に生まれる。1869年（明治2年）、開成学校に入ってフランス語を学び、翌年大学少得業生となる。文部省少助教となり、陸軍士官学校に出仕。軽気球製作御用取扱を命じられた。1882年（明治15年）より、文部省専門学務局音楽取調掛勤務、東京職工学校勤務、東京商業学校教諭などを歴任した。1889年（明治22年）、東京美術学校数学講師となり、翌年に東京工業学校教諭・東京美術学校教諭となった。1890年（明治23年）に東京工業学校教授・東京美術学校教授となり、翌年に東京工業学校附属職工徒弟学校主事となった。1891年（明治24年）、東京音楽学校教授・東京美術学校教授に転じた。1893年（明治26年）、東京音楽学校が高等師範学校附属音楽学校に改編されると、その主事に任命された。また1898年（明治31年）には東京美術学校で応用化学の授業を担当した。1899年（明治32年）、東京音楽学校が再び独立すると、高等師範学校教授と東京音楽学校教授を兼ね、高等師範学校では手工専修科主任教授となった。1902年（明治35年）に退官するが、引き続き東京音楽学校では音楽史・音響学の講師を、東京高等師範学校では手工科の講師を務めた。

## 著書
- 『俗楽旋律考』(金港堂、1895年、のち岩波文庫)